# Täsong
Vesnice Täsong (korejsky 대성동 – Täsŏngdong) je jednou ze dvou vesnic v korejské demilitarizované zóně. Patří Jižní Koreji a leží jen přibližně dva kilometry jižně od Společné bezpečnostní oblasti a jen dva kilometry jihovýchodně od Kidžongu, severokorejské vesnice v korejské demilitarizované zóně.
Obě vesnice na dohled od sebe (ovšem oddělené mj. minovými poli) slouží propagandistickým účelům a zatímco severokorejský Kidžong je severokorejskými úřady nazýván Ves míru (평화촌 – Pchjŏnghwačchon), jihokorejskému Täsongu se propagačně říká Ves svobody.